# Melbourne bounce
Melbourne bounce (også kendt som Melbourne sound) er en stilart af elektrohouse som hovedsageligt stammer fra Australiens Melbourne-område i de tidlige 2010'er, før det fik modtaget udbredt klubstatus. Tempoet er som regel hurtigere end de fleste house-genrer, tit sat på omkring 128-150 BPM, med forskellige sange fra genren som læner sig hen imod det sidstnævnte. Dette giver produktionen en 'hoppende' lyd, dermed navnet. Melbourne bounce-numre deler strukturer lignende til andre kommercielle former for 2010'ernes housemusik, med dropdelene som regel indeholder tunge, ophakket og sidekædede synths, vokaler eller horn, og enkle skæve baslinjer. Berømte DJ's som udviklede og spredte genren inkluderer Will Sparks og Timmy Trumpet.
De vigtigste indflydelser i Melbourne bounce inkluderer fundamenter fra bestemte undergenrer som fidget house, Dutch House, hardhouse, complextro, og den festivalsorienteret atmosfære fra big room house. Genren inkorporerer også almindeligt elementer fra ikke-houseafledte genrer, eksempler er de minimalistiske, optempoet mønstre fra psytrance og de intense rytmer fra tidligere hardstyle-musik.